# Polikarpov

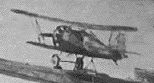
I-5

Polikarpov là một phòng thiết kế (OKB) của Liên Xô chuyên thiết kế các loại máy bay, giám đốc là Nikolai Nikolaevich Polikarpov. Nhưng sau cái chết của người đứng đầu vào 30 tháng 7-1944 ở tuổi 52, phòng thiết kế Polikarpov đã được sáp nhập vào phòng thiết kế Lavochkin, nhưng một số kỹ sư đã chuyển đến OKB Mikoyan-Gurevich và các phương tiện sản xuất của phòng thiết kế cũ này được chuyển cho Sukhoi.

## Sản phẩm
- R-1 máy bay trinh sát 2 tầng cánh dựa trên mẫu máy bay ném bom de Havilland DH.9 của Anh
- R-2 máy bay trinh sát 2 tầng cánh dựa trên mẫu R-1
- MR-1 phiên bản có phao của R-1
- PM-1 (P-2) máy bay dân dụng 2 tầng cánh loại lớn
- PM-2 (PM-2) thủy phi cơ[1]
- Po-2 (U-2) máy bay 2 tầng cánh mục đích chung
- I-1 (IL-400) mẫu thử nghiệm máy bay chiến đấu 1 tầng cánh
- DI-1 (2I-N1) mẫu thử nghiệm máy bay chiến đấu 2 tầng cánh 2 động cơ
- P-2 mẫu thử nghiệm máy bay huấn luyện 2 tầng cánh
- I-3 máy bay chiến đấu 2 tầng cánh
- R-4 máy bay trinh sát 2 tầng cánh (phát triển từ R-1)
- DI-2 (D-2) máy bay chiến đấu 2 tầng cánh 2 động cơ
- TB-2 mấu thử nghiệm máy bay ném bom 2 tầng cánh 2 động cơ
- R-5 máy bay trinh sát 2 tầng cánh
- P-5 phiên bản vận tải hạng nhẹ của R-5
- SSS máy bay ném bom hạng nhẹ phát triển từ R-5
- RZ máy bay tấn công mặt đất phát triển từ R-5
- PR-5 máy bay dân dụng loại lớn phát triển từ R-5
- I-5 máy bay chiến đấu 2 tầng cánh
- I-6 máy bay chiến đấu 2 tầng cánh
- I-15 Chaika máy bay chiến đấu 2 tầng cánh
- I-16 máy bay chiến đấu
- I-15-2 hay I-152 (I-15bis) máy bay chiến đấu 2 tầng cánh
- I-15-3 hay I-153 máy bay chiến đấu 2 tầng cánh
- I-17 máy bay chiến đấu
- I-180 mẫu thử nghiệm máy bay chiến đấu
- I-185 mẫu thử nghiệm máy bay chiến đấu
- Ivanov máy bay tấn công mặt đất
- VIT-1 máy bay tấn công 2 động cơ
- VIT-2 phát triển của VIT-1
- PR-12 máy bay dân dụng loại lớn 1 tầng cánh phát triển từ R-5
- SPB (D) máy bay ném bom bổ nhào phát triển từ kiểu VIT
- I-190 mẫu thử nghiệm máy bay chiến đấu 2 tầng cánh phát triển từ I-153
- TIS (MA) mấu thử nghiệm máy bay chiến đấu 2 động cơ
- ITP (M) mẫu thử nghiệm máy bay chiến đấu
- NB (T) mẫu thử nghiệm máy bay ném bom tầm trung
- BDP (S) tàu lượn vận chuyển
- MP phiên bản động cơ của BDP
- Malyutka máy bay chiến đấu động cơ rocket chưa hoàn thành vào lúc Polikarpov chết, bị bỏ quên
- Limozin (D) máy bay vận tải hạng nhẹ chưa hoàn thành vào lúc Polikarpov chết, bị bỏ quên
- I-200 (MiG-1) máy bay chiến đấu